# 湘子廟
湘子庙为位于中国陕西省西安市碑林区南门里湘子庙街西端三岔路口处的一座道观，坐西朝东，与书院门隔南大街遥遥相对，南距西安城墙南门西门洞约100米，东距南大街约200米。庙址相传为“八仙”中的韩湘子出家之地，创庙时间有五代和宋代等多种说法，现格局奠定于明代，民国后改为它用并遭到损毁，现建筑为2005年开始修复，中轴线上依次为山门、灵官殿和湘祖殿，灵官殿前有两配殿围合成前院，院中有香泉与两株树龄50余年的洋槐。